# Грюнфельд, Генрих
Ге́нрих Грю́нфельд (нем. Heinrich Grünfeld; 4 июля 1855, Прага, Австрийская империя — 26 августа 1931, Берлин) — немецкий виолончелист австрийского происхождения. Брат композитора и пианиста Альфреда Грюнфельда.
Родился одним из одиннадцати детей в зажиточной еврейской семье. В доме его отца, торговца кожей Морица Грюнфельда, в 1871 году квартировался будущий композитор Густав Малер в период обучения в пражской Neustädter gymnasium.
Окончил Пражскую консерваторию, ученик Франца Хегенбарта. С 1876 г. жил и работал в Берлине. В течение 8 лет преподавал в Новой академии музыки. С 1886 г. носил звание придворного виолончелиста при дворе Вильгельма I.
Был известен, прежде всего, как ансамблевый исполнитель, особенно в составе фортепианного трио — сперва с Ксавером Шарвенкой и Густавом Холлендером, с 1899 г. с Максом фон Пауэром и Вилли Хессом (или Флорианом Зайицем), затем с Морицем Майером-Маром и Бернхардом Дессау, которого в 1923 г. сменил Альфред Виттенберг. Выступал и в дуэте со своим братом — например, в ходе нью-йоркских гастролей 1891 года. Грюнфельд много гастролировал и в России.
Оставил книгу воспоминаний «В мажоре и миноре» (нем. In Dur und Moll; 1924).